# Frost, Minnesota
Frost là một thành phố thuộc quận Faribault, tiểu bang Minnesota, Hoa Kỳ. Năm 2010, dân số của thành phố này là 198 người.

## Dân số
- Dân số năm 2000: 251 người.
- Dân số năm 2010: 198 người.